# Колчевская, Эжен
Эже́н Колче́вская (чеш. Ežen Kolčevská, вариант Эже́н Колче́вска; род. 31 июля 1995, Челябинск) — российская, чешская, шведская кёрлингистка.

## Биография
Родилась, выросла и начала играть в кёрлинг в России, в Челябинске. В числе успехов — победа в турнире девушек по кёрлингу на Пятой зимней Спартакиаде учащихся России в 2011. Участвовала как скип челябинской команды «Юность-Метар» в турнире группы «Б» на Чемпионате России среди женщин 2011 (7 место в группе «Б», 15 место в общем зачёте).
После 2011 вместе с семьёй переехала в Чехию, с 2014 участвует в чешских и международных турнирах как чешская кёрлингистка. Играет в команде скипа Анны Кубешковой, многократная чемпионка Чехии среди женщин.

## Достижения
- Чемпионат Чехии по кёрлингу среди женщин: золото (2016, 2017, 2018, 2019, 2020, 2022, 2023).
- Чемпионат Швеции по кёрлингу среди смешанных команд: серебро (2025).

## Команды
| Сезон                                               | Четвёртый          | Третий                   | Второй             | Первый              | Запасной                                                             | Турниры                                           |
| --------------------------------------------------- | ------------------ | ------------------------ | ------------------ | ------------------- | -------------------------------------------------------------------- | ------------------------------------------------- |
| Россия                                              |                    |                          |                    |                     |                                                                      |                                                   |
| 2010—11                                             | Юлия Коваленко     | Оксана Богданова         | Эжен Колчевская    | Динара Байгулина    | Анастасия Лапушкина                                                  | КРЖ 2010 (16 место)                               |
| 2010—11                                             | Оксана Богданова   | Динара Байгулина         | Анна Кунцева       | Анастасия Лапушкина | Эжен Колчевская тренеры: Марина Согрина, Ефим Жиделев                | [ 4 ]                                             |
| 2010—11                                             | Эжен Колчевская    | Оксана Богданова         | Динара Байгулина   | Анастасия Лапушкина | Екатерина Кошапова                                                   | ЧРЖ 2011 (15 место)                               |
| Чехия                                               |                    |                          |                    |                     |                                                                      |                                                   |
| 2015—16                                             | Анна Кубешкова     | Альжбета Баудишова       | Тереза Плишкова    | Клара Сватонёва     | Эжен Колчевская                                                      | ЧЕ 2015 (12 место)                                |
| 2015—16                                             | Эжен Колчевская    | Eliška Srnská            | Lenka Hronová      | Михаэла Баудишова   | тренер: Йиржи Цандра                                                 | ЧЧЮ 2016                                          |
| 2015—16                                             | Анна Кубешкова     | Альжбета Баудишова       | Тереза Плишкова    | Эжен Колчевская     | Клара Сватонёва тренер: Карел Кубешка                                | ЧЧЖ 2016                                          |
| 2016—17                                             | Анна Кубешкова     | Альжбета Баудишова       | Тереза Плишкова    | Клара Сватонёва     | Эжен Колчевская тренер: Карел Кубешка                                | ЧЕ 2016 (4 место) · ЧМ 2017 (7 место) · ЧЧЖ 2017  |
| 2017—18                                             | Анна Кубешкова     | Альжбета Баудишова       | Тереза Плишкова    | Клара Сватонёва     | Эжен Колчевская тренер: Карел Кубешка                                | ЧЕ 2017 (7 место) · ЧМ 2018 (6 место) · ЧЧЖ 2018  |
| 2018—19                                             | Анна Кубешкова     | Альжбета Баудишова       | Тереза Плишкова    | Эжен Колчевская     | Eliska Soukupova тренер: Карел Кубешка                               | ECC 2018 (8 место) · ЧЧЖ 2019                     |
| 2018—19                                             | Альжбета Баудишова | Михаэла Баудишова        | Lenka Hronová      | Эжен Колчевская     | Eliška Srnská тренер: Якуб Бареш                                     | ЗУ 2019 (9 место)                                 |
| 2019—20                                             | Анна Кубешкова     | Альжбета Баудишова       | Петра Винсова      | Эжен Колчевская     | Михаэла Баудишова тренер: Карел Кубешка                              | ЧЕ 2019 (6 место) ЧМ 2020                         |
| 2020—21                                             | Анна Кубешкова     | Альжбета Баудишова       | Михаэла Баудишова  | Эжен Колчевская     | Петра Винсова тренер: Карел Кубешка                                  | ЧЧЖ 2020 · ЧМ 2021 (12 место)                     |
| 2021—22                                             | Анна Кубешкова     | Альжбета Баудишова       | Михаэла Баудишова  | Эжен Колчевская     | Клара Сватонёва тренер: Карел Кубешка                                | ЧЕ 2021 (9 место) ЗОИ 2022 (квал. 2021) (9 место) |
| 2021—22                                             | Анна Кубешкова     | Эжен Колчевская          | Альжбета Баудишова | Михаэла Баудишова   | Клара Сватонёва, Петра Винсова тренер: Карел Кубешка                 | ЧЧЖ 2022                                          |
| 2022—23                                             | Aneta Müllernová   | Альжбета Анна Зелингрова | Клара Сватонёва    | Михаэла Баудишова   | Анна Кубешкова, Эжен Колчевская, Петра Винсова тренер: Карел Кубешка | ЧЧЖ 2023                                          |
| Кёрлинг среди смешанных команд (mixed curling)      |                    |                          |                    |                     |                                                                      |                                                   |
| 2015—16                                             | Йиржи Цандра       | Эжен Колчевская          | Martin Blahovec    | Клара Сватонёва     |                                                                      | ЧЧСК 2016 (8 место)                               |
| Кёрлинг среди смешанных пар (mixed doubles curling) |                    |                          |                    |                     |                                                                      |                                                   |
| 2016—17                                             | Эжен Колчевская    | Марек Черновский         |                    |                     |                                                                      | ЧЧСП 2016 (17 место)                              |
| Швеция                                              |                    |                          |                    |                     |                                                                      |                                                   |
| Кёрлинг среди смешанных команд (mixed curling)      |                    |                          |                    |                     |                                                                      |                                                   |
| 2024—25                                             | Изабелла Врано     | Albin Kjellberg          | Эжен Колчевская    | Расмус Врано        | Матс Врано тренер: Monika Wranå                                      | ЧШСК 2025                                         |

(скипы выделены полужирным шрифтом)